# 捷鼎創新
英屬開曼群島商捷鼎創新股份有限公司，前身為捷鼎國際股份有限公司，簡稱為捷鼎，為宜鼎國際轉投資之台灣新創企業。2014年創立，主要提供軟體定義全快閃記憶體儲存陣列產品，目標市場包含美國、歐洲、台灣與日本。
2016年，台北辦公室由新北市汐止區搬遷到台北市南港區，研發中心設立於新竹市，其核心技術FlexiRemap由工研院研發技術轉移。2019年結業。